# Aert van den Bossche

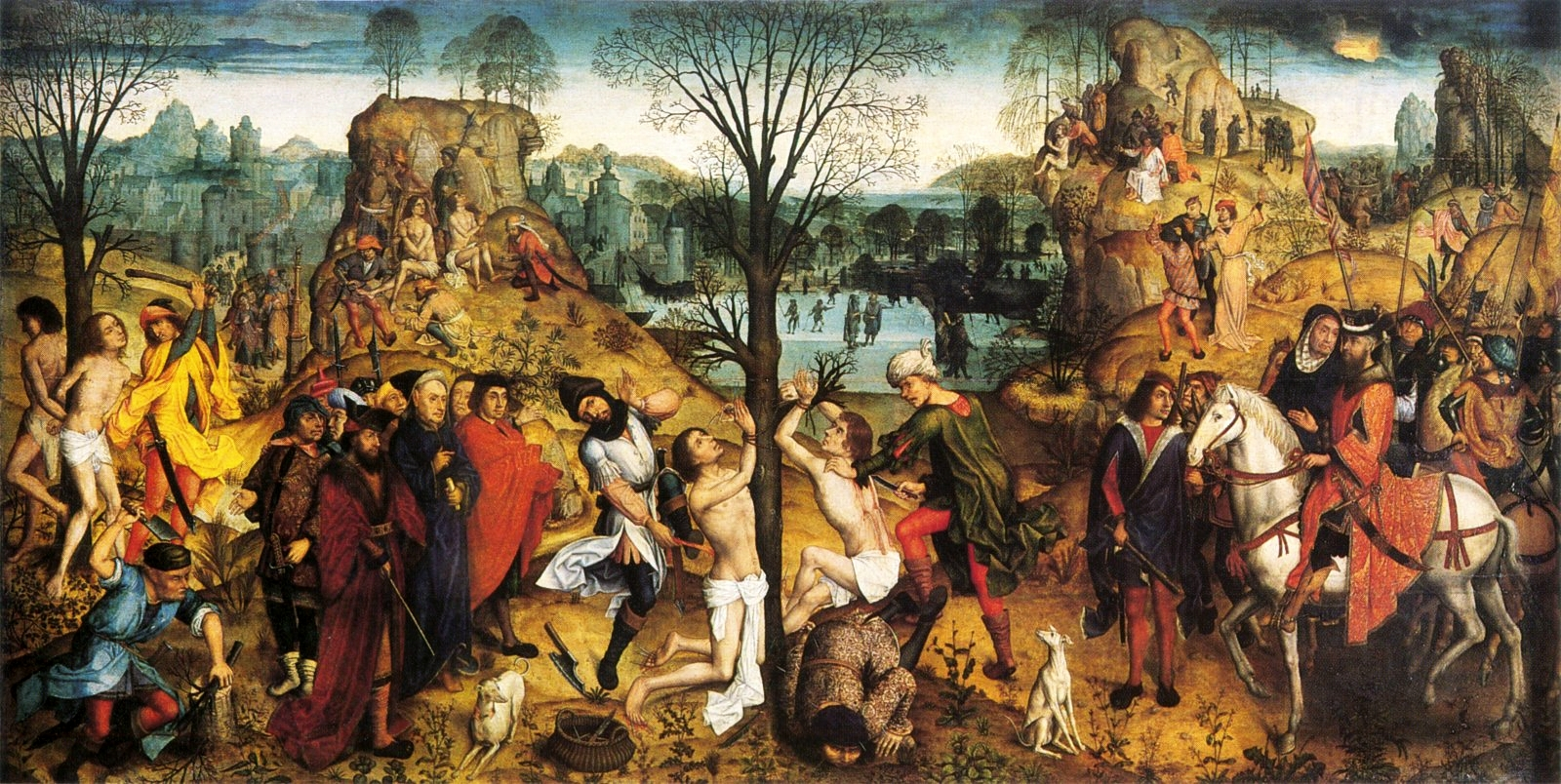
Martyrium der Hl. Crispinus und Crispinianus

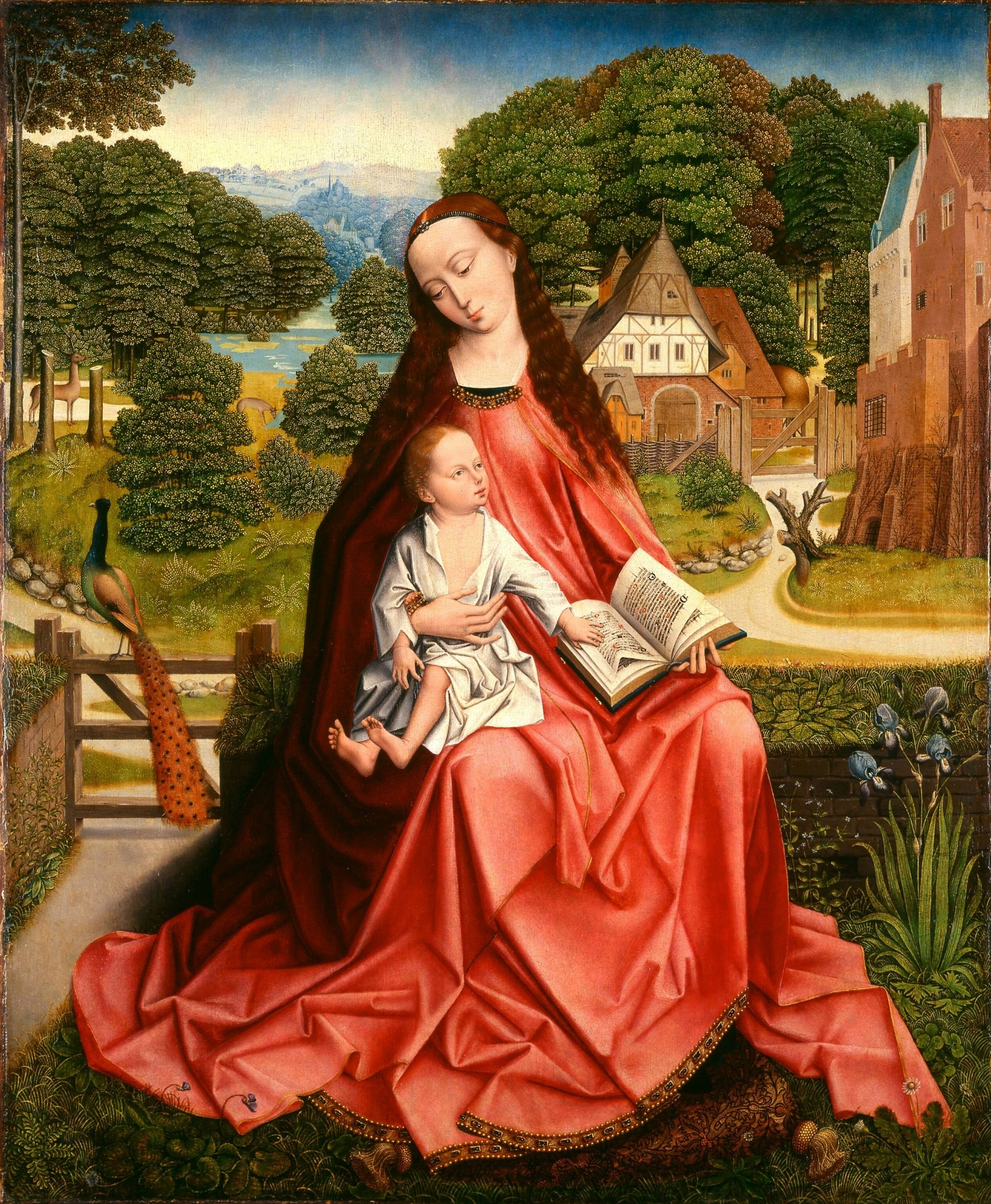
Madonna mit Kind
in der Landschaft

Aert van den Bossche war ein flämischer Maler, tätig in Brüssel und Brügge am Ende des 15. Jahrhunderts.

## Leben und Wirken
Die einzige glaubwürdige Nachricht ist seine Empfangsbescheinigung der Vergütung von der Brüsseler Schusterzunft für das Triptychon, das Martyrium der Hl. Crispinus und Crispinianus darstellend. Der mittlere Teil des Triptychons befindet sich in der Sammlung des Wilanów-Museums in Warschau, die Außenseite des rechten Flügels im Moskauer Puschkin-Museum, die Innenseite des rechten Flügels im Stadtmuseum in Brüssel. Es ist auch sicher, dass sein Vater, der Maler Yanne van den Bossche, einige Aufträge von der Brüsseler Schmiedezunft erhalten hat. Aert van der Bossche war auch in Brügge tätig, wo er Mitglied der dortigen Lukasgilde war.
Möglicherweise ist er identisch mit dem Meister der Barbara-Legende.